# Greci (Tulcea)
Greci è un comune della Romania di 5 476 abitanti, ubicato nel distretto di Tulcea, nella regione storica della Dobrugia.